# Auguste Mercier
Auguste Mercier, född den 8 januari 1833 i Arras, död den 3 mars 1921 i Paris, var en fransk militär. 
Mercier, som deltog i krigen i Mexiko och mot Tyskland 1870, blev 1884 brigadgeneral, 1889 divisionsgeneral och 1893 befälhavare över 18:e armékåren. Åren 1893–95 var han krigsminister och lät som sådan 1894 anklaga kapten Dreyfus inför krigsrätt. År 1895 blev han chef för 4:e armékåren och erhöll vid uppnådd pensionsålder 1898 sitt avsked. År 1900 valdes han till senator av de klerikala och nationalisterna i Nantes, till tack för att hans häftiga partitagande väsentligen bidragit till den andra domen över Dreyfus 1899 i Rennes.